# 白帽子站
白帽子站，位于哈尔滨市阿城区，是滨绥铁路沿线车站。距哈尔滨站68公里，绥芬河站480公里。原名石灰窑站。现隶属哈尔滨铁路局哈尔滨铁路分局管辖，只办理客运业务，为四等站。